# Zygonemertes tenuirostris
Zygonemertes tenuirostris är en djurart som tillhör fylumet slemmaskar, och som beskrevs av Korotkevich 1977. Zygonemertes tenuirostris ingår i släktet Zygonemertes och familjen Amphiporidae. Inga underarter finns listade i Catalogue of Life.